# Socket AM3
Il socket AM3 deriva dai socket AM2 ed AM2+. È stato lanciato da AMD il 9 febbraio 2009, assieme alla nuova gamma di processori Phenom II con supporto alle memorie DDR3 oltre a quelle DDR2.
Rispetto ai due socket AM2, ha un contatto elettrico in più (quindi 941 pin anziché 940).

## Compatibilità
Gli attuali processori AM3 hanno solo 938 pin e sono compatibili anche con un buon numero di schede madri della generazione precedente, soprattutto se classificate dai produttori come "AM3 Ready". Tuttavia, in alcuni casi potrebbe essere necessario aggiornare il BIOS prima di cambiare CPU. È pertanto necessario accertarsi anche che il produttore della scheda madre abbia rilasciato l'opportuno aggiornamento, prima di procedere all'upgrade del componente.
Non è invece possibile installare un processore AM2/AM2+ su una scheda madre AM3, perché i processori della generazione precedente hanno il supporto alle sole memorie DDR2. Inoltre, due contatti sul socket AM3 occupano posizioni diverse rispetto ai loro corrispettivi sul socket AM2/AM2+, rendendo impossibile il montaggio.
AMD non ha reso pubbliche le specifiche del nuovo socket.

## Socket AM3+
AM3+ è una modifica del socket AM3 progettata per le CPU "Zambezi" che utilizzano la nuova microarchitettura Bulldozer; il socket AM3+ mantiene la compatibilità con i processori AM3.
Da una scheda madre in anteprima prodotta da MSI, sembrerebbe che il socket AM3+ sia anche noto come socket AM3b. Il numero di pin di questo nuovo socket è di 942.
Alcuni produttori hanno dichiarato che alcune delle schede madri AM3 supporteranno le CPU AM3+, dopo un semplice aggiornamento del BIOS.  La compatibilità meccanica è stata confermata e sembra possibile che le CPU AM3+ potranno funzionare su schede AM3, sempre che queste siano in grado di fornire abbastanza corrente di picco. Un altro potenziale problema potrebbe derivare dall'uso della interfaccia del sensore di temperatura laterale per la lettura della temperatura dalla CPU. Altre caratteristiche di risparmio energetico potrebbero non funzionare, a causa della mancanza del supporto alla commutazione rapida del VCore.  In effetti, l'uso delle CPU AM3+ su schede madri AM3 potrebbe non essere ufficialmente supportato da AMD.
A differenza dei processori su socket AM3, i modelli su socket AM3+ non sono compatibili con le memorie DDR2 ma solo con le memorie DDR3. Ne consegue che nessuno di essi è compatibile con le schede madri AM2 o AM2+.